# Andrej Gretjin
Andrej Gretjin (ryska: Андрей Владимирович Гречин; Andrej Vladimirovitj Gretjin) född 21 oktober 1987 i Barnaul, Altaj kraj, Sovjetunionen, är en rysk simmare.
Gretjin tävlade i fyra olika grenar vid Olympiska sommarspelen 2008 i Peking. Vid Världsmästerskapen i simsport 2009 i Rom var Gretjin med i det ryska lag som vann silvret på 4 x 100 meter frisim. Han var även med i det ryska lagkappslag som vann guldet vid Europamästerskapen i simsport 2010 i Budapest över samma distans.